# Eke församling
Eke församling var en församling i Visby stift. Församlingen uppgick 2010 i Havdhems församling.
Församlingskyrka var Eke kyrka.

## Administrativ historik
Församlingen har medeltida ursprung. 
Församlingen var till 1962 annexförsamling i Rone och Eke som 1 maj 1933 utökades med Alva och Hemse församlingar. Från 1962 till 2010 var församlingen annexförsamling i pastoratet Havdhem, Näs, Grötlingbo, Eke, Hablingbo och Silte. År 2010 uppgick församlingen med övriga församlingar i pastoratet i Havdhems församling.
Församlingskod var 098085.